# Club 54
A Club 54 egy magyar könnyűzenei együttes.
Az együttes 2004-ben, Budapesten alakult. Tagjai: Gallusz Nikolett és a Sziasztok Lányok együttes egykori tagjai: Juhász 'Jack' Attila és (Németh Gábor) Némo.

## Albumok
- 2004 – Még egyszer (Universal-Zebra)
- 2004 – Kicsi szívem (Universal-Zebra)
- 2005 – Csukd be a szemem (Universal-Zebra)
- 2007 – Club 54 (Universal-3T)